# USS Agerholm (DD-826)
USS Agerholm (DD-826) là một tàu khu trục lớp Gearing được Hải quân Hoa Kỳ chế tạo vào giai đoạn cuối Chiến tranh Thế giới thứ hai. Nó là chiếc tàu chiến duy nhất của Hải quân Mỹ được đặt theo tên Binh nhất Thủy quân Lục chiến Harold Crist Agerholm (1925–1944) thuộc Sư đoàn 2 Thủy quân Lục chiến, người đã tử trận trong trận Saipan và được truy tặng Huân chương Danh dự. Hoàn tất khi chiến tranh đã kết thúc, con tàu tiếp tục phục vụ trong giai đoạn Chiến tranh Lạnh, Chiến tranh Triều Tiên và Chiến tranh Việt Nam cho đến năm 1978; nó bị đánh chìm như một mục tiêu năm 1982. Agerholm được tặng thưởng bốn Ngôi sao Chiến trận do thành tích phục vụ trong Chiến tranh Triều Tiên, và thêm tám Ngôi sao Chiến trận khác khi hoạt động trong Chiến tranh Việt Nam.

## Thiết kế và chế tạo
Agerholm được đặt lườn tại xưởng tàu của hãng Bath Iron Works ở Bath, Maine vào ngày 10 tháng 9 năm 1945. Nó được hạ thủy vào ngày 30 tháng 3 năm 1946; được đỡ đầu bởi bà Rose Agerholm, mẹ của Binh nhất Agerholm, và nhập biên chế vào ngày 20 tháng 6 năm 1946 dưới quyền chỉ huy của Hạm trưởng, Trung tá Hải quân Frank D. Schwartz.

## Lịch sử hoạt động

### 1946 - 1950
Sau khi nhập biên chế và hoàn tất việc trang bị, Agerholm thực hiện chuyến đi chạy thử máy huấn luyện tại khu vực vịnh Guantánamo, Cuba, rồi được đại tu sau thử máy tại Xưởng hải quân Boston trước khi nhận lệnh điều động sang phục vụ cùng Hạm đội Thái Bình Dương. Nó băng qua kênh đào Panama để đi đến cảng nhà mới San Diego, California vào ngày 21 tháng 1 năm 1947.
Được phân về Đội khu trục 12, Agerholm tiến hành những hoạt động huấn luyện thường lệ tại vùng biển ngoài khơi Nam California. Nó khởi hành từ San Diego vào ngày 10 tháng 3 cho lượt hoạt động đầu tiên tại khu vực Tây Thái Bình Dương; và đang khi phục vụ cùng Đệ Thất hạm đội nó đã viếng thăm các cảng Thanh Đảo, Thượng Hải và Hạ Môn của Trung Quốc trước khi các cảng này đóng cửa đối với chiến hạm Hoa Kỳ. Nó cũng viếng thăm Kwajalein, Okinawa, Hong Kong cùng nhiều cảng Nhật Bản khác trước khi quay trở về San Diego vào ngày 26 tháng 11.
Từ tháng 1 năm 1948 đến tháng 6 năm 1950, Agerholm luân phiên hai lượt biệt phái sang khu vực Tây Thái Bình Dương với những hoạt động thường lệ tại chỗ từ San Diego. Sau khi quay trở về San Diego vào tháng 6 năm 1950, nó được đại tu tại Xưởng hải quân Mare Island ở San Francisco, California. vào lúc này Chiến tranh Triều Tiên đã nổ ra vào ngày 25 tháng 6 năm 1950, do việc quân đội Bắc Triều Tiên vượt vĩ tuyến 38 tấn công xuống lãnh thổ Nam Triều Tiên, và các tàu chiến khác được khẩn cấp phái sang vùng chiến sự tăng cường cho lực lượng Liên Hợp Quốc đang trợ giúp Cộng hòa Hàn Quốc đối phó cuộc xâm lược.

### Chiến tranh Triều Tiên
Hoàn tất việc đại tu vào cuối năm 1950, Agerholm được huấn luyện trước khi khởi hành đi sang Viễn Đông. Nó đi đến vùng chiến sự vào ngày 19 tháng 2 năm 1951, và được phân về Lực lượng Đặc nhiệm 77, làm nhiệm vụ hộ tống và canh phòng máy bay. Nó cũng tham gia bắn hải pháo hỗ trợ và bắn phá bờ biển, từng nổ súng nhắm vào Wonsan vào các ngày 28 tháng 4 và từ 1 đến 4 tháng 5, và xuống Kojo vào ngày 29 tháng 4. Con tàu quay trở về San Diego vào ngày 20 tháng 9 để bảo trì và hoạt động tại chỗ.
Đến tháng 5 năm 1952, Agerholm lại khởi hành từ San Diego cho lượt phục vụ thứ hai cùng Lực lượng Đặc nhiệm 77. Ngoài vai trò hộ tống và canh phòng máy bay, nó còn hỗ trợ hải pháo theo yêu cầu cho trận chiến trên bộ. Trong một cuộc đấu pháo tay đôi với các khẩu đội pháo bờ biển đối phương, một quả đạn pháo đã bắn trúng phía sau đuôi tàu gây một đám cháy nhỏ tại khoang nghỉ phía sau của thủy thủ đoàn, nhưng chỉ gây thiệt hại nhẹ. Nó tiếp tục làm nhiệm vụ cho đến tháng 12, khi nó lên đường quay trở về Hoa Kỳ, về đến San Diego vào ngày 21 tháng 12.
Agerholm lại được đại tu tại Xưởng hải quân Mare Island từ ngày 2 tháng 2, 1953, và đến tháng 5 đã tiến hành huấn luyện ôn tập. Sau khi được chuẩn bị và huấn luyện tại chỗ, nó lên đường vào ngày 8 tháng 9 cho lượt phục vụ thứ sáu tại khu vực Tây Thái Bình Dương. Cho dù cuộc Chiến tranh Triều Tiên đã kết thúc do đạt được thỏa thuận ngừng bắn từ tháng 7 năm đó, Đệ Thất hạm đội vẫn duy trì các hoạt động tuần tra nhằm duy trì hòa bình tại Viễn Đông. Chiếc tàu khu trục đã tham gia tuần tra tại eo biển Đài Loan nhằm ngăn ngừa xung đột nổ ra giữa phe Trung Cộng với lực lượng Quốc dân Đảng dưới quyền Tưởng Giới Thạch đã rút lui về Đài Loan. Con tàu quay trở về Hoa Kỳ vào ngày 16 tháng 4, 1954.

### 1954 - 1964
Agerholm thực hiện lượt phục vụ thứ bảy tại khu vực Tây Thái Bình Dương từ tháng 11, 1954 đến tháng 4, 1955. Đang khi hoạt động cùng Lực lượng Đặc nhiệm 77 tại Viễn Đông, một lần nữa nó tham gia các nhiệm vụ duy trì hòa bình, khi hỗ trợ cho việc triệt thoái lực lượng Trung Hoa dân quốc (Đài Loan) khỏi quần đảo Đại Trần. Sau khi hoàn tất lượt phục vụ, nó quay trở về Hoa Kỳ và được đại tu tại Xưởng hải quân Mare Island từ ngày 29 tháng 4.
Trong năm năm tiếp theo, Agerholm còn được phái sang khu vực Tây Thái Bình Dương thêm bốn lần nữa, và đã từng ghé qua Australia vào mùa Hè năm 1958 để tham gia các lễ hội nhân kỷ niệm Trận chiến biển Coral. Vào tháng 5, 1960, nó đi đến Xưởng hải quân Mare Island để được nâng cấp trong khuôn khổ Chương trình Hồi sinh và Hiện đại hóa Hạm đội (FRAM: Fleet Rehabilitation and Modernization), nơi nó được sửa chữa và nâng cấp để kéo dài vòng đời hoạt động thêm 10 đến 20 năm, đồng thời nâng cao năng lực tác chiến. Nó rời xưởng tàu vào tháng 3, 1961 với những thiết bị điện tử, radar và sonar hiện đại, trang bị thêm tên lửa chống ngầm RUR-5 ASROC, cùng hầm chứa và sàn đáp để vận hành máy bay trực thăng không người lái chống tàu ngầm Gyrodyne QH-50 DASH. Trong năm 1961, nó huấn luyện và thực hành thử nghiệm những thiết bị mới nhằm thích ứng cho vai trò mới.

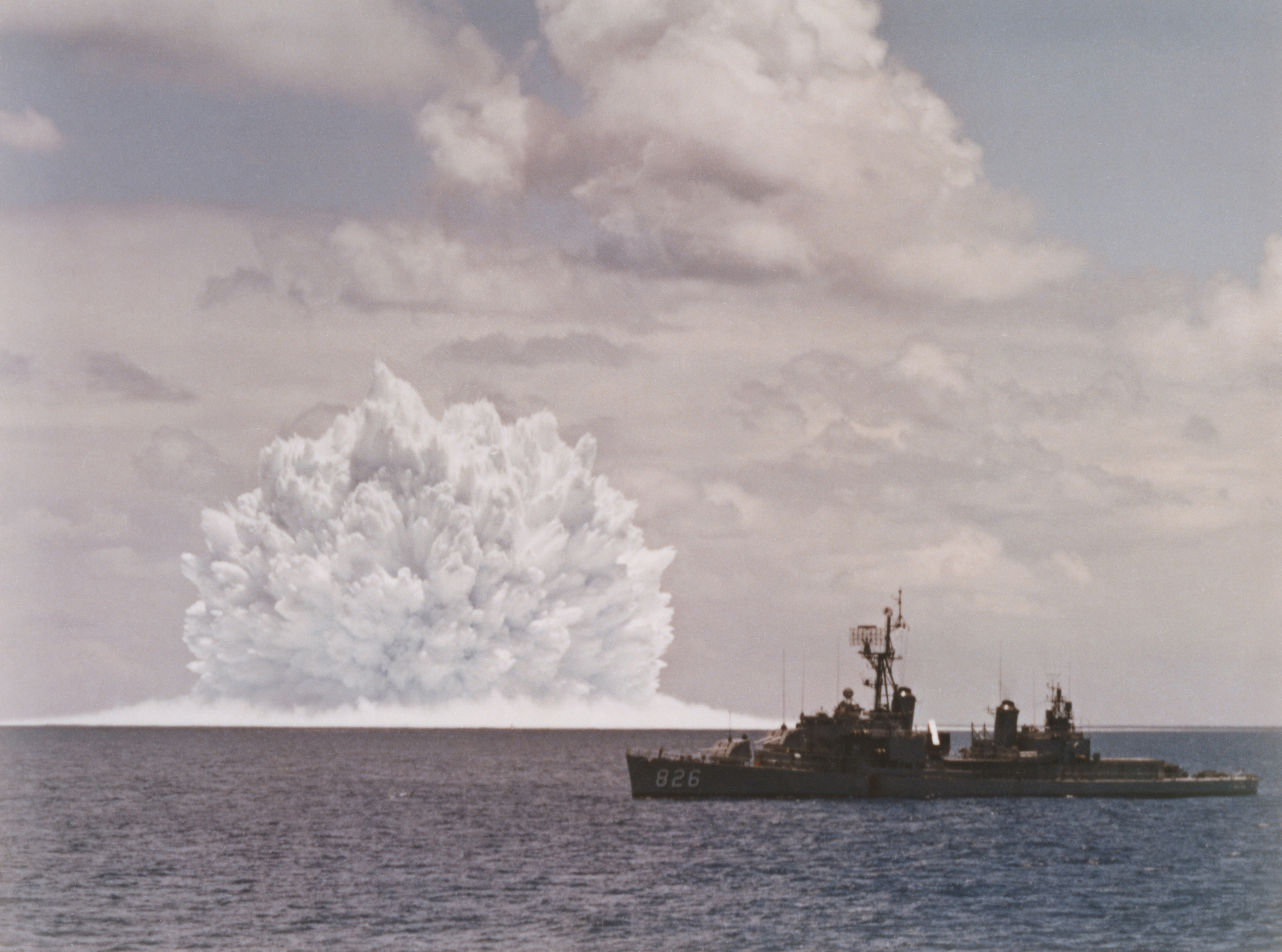
Agerholm đang thử nghiệm tên lửa chống tàu ngầm ASROC trang bị đầu đạn hạt nhân, năm 1962

Vào ngày 11 tháng 5, 1962, Agerholm tham gia đợt thử nghiệm vũ khí nguyên tử trong khuôn khổ Chiến dịch Dominic tại vùng biển Thái Bình Dương ngoài khơi California. Trong thử nghiệm "Swordfish", nó là chiếc tàu nổi đầu tiên bắn một vũ khí nguyên tử chống ngầm, là một tên lửa ASROC mang một liều nổ mìn sâu hạt nhân. Đây là vũ khí chống ngầm hạt nhân duy nhất từng được thử nghiệm; vụ nổ nhắm vào một mục tiêu chỉ cách con tàu hơn 2 nmi (4.100 yd). Tàu ngầm Razorback cũng đã tham gia thử nghiệm này, ở cách tâm chấn vụ nổ cùng khoảng cách với chiếc tàu khu trục.
Sau khi tiếp tục các hoạt động huấn luyện tại vùng biển ngoài khơi San Diego, Agerholm lên đường vào tháng 11, 1962 cho lượt hoạt động thứ 12 tại khu vực Tây Thái Bình Dương. Nó quay trở về cảng nhà vào tháng 6, 1963, nơi nó được đại tu đồng thời nâng cấp hệ thống điện tử; và sau khi hoàn tất công việc sửa chữa vào tháng 1, 1964, nó tiếp nối các hoạt động thường lệ tại chỗ và chuẩn bị sẵn sàng cho lượt biệt phái tiếp theo.

### Chiến tranh Việt Nam
Agerholm khởi hành vào tháng 8, 1964 để đi sang khu vực Tây Thái Bình Dương, nơi nó hoạt động tuần tra ngoài khơi bờ biển Việt Nam và tại eo biển Đài Loan. Sau khi quay trở về cảng nhà vào đầu năm 1965, nó trải qua một lượt đại tu ngắn, rồi lên đường vào tháng 8 cho một chuyến đi thực tập mùa Hè dành cho học viên sĩ quan đến khu vực quần đảo Hawaii. Khi cường độ xung đột trong cuộc Chiến tranh Việt Nam ngày càng leo thang, nó chuẩn bị cho chuyến đi tiếp theo sang vùng chiến sự.
Agerholm khởi hành từ San Diego vào tháng 1, 1966 để hướng sang Việt Nam, nơi nó đảm nhiệm các vai trò hỗ trợ hải pháo, hộ tống cho tàu sân bay, tuần tra chống tàu ngầm cũng như tìm kiếm và giải cứu. Đang khi hoạt động hỗ trợ hải pháo dọc bờ biển Nam Việt Nam vào tháng 5, nó đã bắn hải pháo 5-inch can thiệp giúp đỡ một máy bay trinh sát Thủy quân Lục chiến bị hỏa lực đối phương tấn công; và vào ngày 17 tháng 6, trong một chiến dịch tìm kiếm và giải cứu, nó đã giải cứu một tàu tuần tra của lực lượng Nam Việt Nam và cứu vớt 12 người bị thương trong vịnh Bắc Bộ. Con tàu đã viếng thăm vịnh Subic, Philippines, Yokosuka, Cao Hùng, Hong Kong và Trân Châu Cảng trước khi về đến San Diego vào tháng 7.
Agerholm trải qua một đợt đại tu và hiện đại hóa tại Xưởng hải quân Long Beach trong tháng 8, khi nó được trang bị tháp pháo 5-inch kiểu mới, các bộ radar và sonar hiện đại, cùng những thiết bị thông tin liên lạc mới và những thay đổi cho hệ thống động lực. Nó rời xưởng tàu vào tháng 12 và trải qua kỳ nghỉ lễ cuối năm tại cảng nhà trước khi lại chuẩn bị cho lượt hoạt động tại Viễn Đông tiếp theo. Nó khởi hành vào ngày 15 tháng 5, 1967, gia nhập cùng tàu sân bay Intrepid (CV-11) tại vịnh Subic, Philippines, rồi lên đường hướng sang trạm Yankee trong vịnh Bắc Bộ, đến nơi vào ngày 20 tháng 6. Trong bốn tháng tiếp theo, chiếc tàu khu trục đã phục vụ hộ tống và canh phòng máy bay cho các tàu sân bay Intrepid, Constellation (CVA-64) và Coral Sea (CVA-43).
Khi một vụ hỏa hoạn bùng phát trên tàu sân bay Forrestal (CVA-59) vào ngày 29 tháng 7, mọi con tàu tại khu vực lân cận đã được huy động để trợ giúp. Agerholm đã tham gia hoạt động cứu hộ và túc trực bên cạnh Forrestal cho đến khi chiếc tàu sân bay có thể quay về vịnh Subic bằng chính động lực của mình. Chiếc tàu khu trục rời trạm Yankee vào ngày 1 tháng 10, và về đến San Diego vào ngày 25 tháng 10.
Agerholm trải qua phần lớn thời gian của năm 1968 tiến hành các chuyến đi huấn luyện cho học viên sĩ quan thuộc Học viện Hải quân Hoa Kỳ và Hải quân Dự bị Hoa Kỳ. Vào tháng 5, nó tham gia thử nghiệm vũ khí mới do Trung tâm Thử nghiệm Vũ khí Hải quân China Lake tiến hành ngoài khơi đảo San Clemente, California, và đã bắn thử nghiệm đạn trợ lực rocket. Nó khởi hành từ San Diego vào ngày 29 tháng 12 cho lượt phục vụ thứ mười sáu tại khu vực Tây Thái Bình Dương, đi ngang qua Trân Châu Cảng và vịnh Subic để đến vịnh Bắc Bộ. Tại đây nó phục vụ hộ tống cho Kitty Hawk (CVA-63), và sau đó đảm nhiệm canh phòng máy cho chiếc tàu sân bay tại Trạm Yankee trong những phi vụ không kích đầu tiên vào đầu năm 1969.
Từ ngày 28 tháng 1 đến ngày 10 tháng 2, Agerholm đã hộ tống cho soái hạm khu trục William H. Standley trong vai trò PIRAZ (Positive Identification Radar Advisory Zone: Khu vực Nhận diện và Tư vấn Radar Chủ động), rồi sau đó đi đến trạm tìm kiếm và giải cứu (SAR) hộ tống cho soái hạm khu trục Fox (DLG-33). Chiếc tàu khu trục chuyển sang vùng chiến sự vào ngày 23 tháng 3, nơi nó bắn hải pháo hỗ trợ cho lực lượng trên bộ tại đặc khu Rừng Sác; con tàu phải thả neo tại vùng nước nông giới hạn chỉ cách đối phương 6.000 thước Anh (5,5 km), và phải phơi ra trước mối đe dọa của hỏa lực, người nhái và thủy lôi đối phương. Vào ngày 25 tháng 3 tại Rừng Sác, lần đầu tiên nó bắn cả đạn trợ lực rocket lẫn đạn pháo thông thường trong tác chiến, đạt được độ chính xác cao. Nó rút lui khỏi vùng chiến sự vào ngày 13 tháng 4 để viếng thăm Singapore, Hong Kong và Cao Hùng, Đài Loan.
Agerholm quay trở lại vùng chiến sự vào ngày 15 tháng 5, hoạt động bắn hải pháo hỗ trợ ngoài khơi Phan Thiết cho đến ngày 23 tháng 5. Sau đó nó phục vụ hộ tống cho tàu tuần dương hạng nặng Chicago (CG-11) tại trạm PIRAZ trong vịnh Bắc Bộ. Nó được thay phiên vào ngày 10 tháng 6 để quay trở về vịnh Subic, chuẩn bị cho hành trình quay trở về Hoa Kỳ. Sau khi ghé qua Brisbane, Australia và Auckland, New Zealand, nó tiếp tục hành trình hướng đến San Diego, về đến nơi vào ngày 24 tháng 7.

### 1970 - 1978
Agerholm đi đến Xưởng hải quân Hunters Point vào ngày 11 tháng 9; công việc trong xưởng tàu hoàn tất vào ngày 19 tháng 12, khi nó quay trở lại San Diego vào ngày hôm sau để tận hưởng kỳ nghỉ lễ Giáng sinh. Con tàu khởi hành vào ngày 26 tháng 1, 1970 để thực hành huấn luyện, tiếp nối bởi tám tuần lễ huấn luyện ôn tập. Nó hoàn tất mọi công việc huấn luyện và chuẩn bị vào ngày 15 tháng 4, sẵn sàng cho lượt biệt phái hoạt động tiếp theo.
Agerholm rời San Diego vào ngày 6 tháng 7 để hướng sang Viễn Đông, đi ngang qua Trân Châu Cảng, Midway và Guam để đến vịnh Subic, đến nơi vào ngày 28 tháng 7. Nó tiếp tục đi sang vùng chiến sự để hoạt động hỗ trợ hải pháo, tìm kiếm và giải cứu, hộ tống cho trạm canh phòng PIRAZ, và phục vụ hộ tống cho các tàu sân bay. Nó được cho tách ra vào ngày 14 tháng 10 để độc lập đi đến Hong Kong. Trên đường đi trong biển Đông, nó băng qua chỉ cách tâm siêu bão Joan 60 mi (97 km); và trong hai ngày thủy thủ đoàn không chắc chắn họ có thể chịu đựng được sức gió 60 kn (110 km/h) và những cơn sóng cao đến 40 ft (12 m). Cuối cùng nó thoát ra khỏi cơn bão vào ngày 16 tháng 10. Thời gian còn lại của lượt phục vụ được nó dành cho trạm PIRAZ cho đến ngày 4 tháng 12, khi chiếc tàu khu trục rời khu vực hướng đến Guam, đi ngang qua Midway và Trân Châu Cảng. Nó về đến San Diego vào ngày 20 tháng 12, và ở lại cảng nhà trong thời gian còn lại của năm đó.
Agerholm trải qua nữa đầu năm 1971 hoạt động tại cảng San Diego và dọc theo bờ biển California. Nó bắt đầu một chuyến đi khác sang khu vực Tây Thái Bình Dương vào ngày 29 tháng 6, làm nhiệm vụ hỗ trợ hải pháo tại Nam Việt Nam từ ngày 6 tháng 8; ngoài ra con tàu còn phục vụ canh phòng máy bay và tìm kiếm và giải cứu trước khi rời khu vực vào ngày 4 tháng 12. Nó về đến San Diego vừa kịp kỳ nghỉ lễ Giáng sinh và năm mới. Những hoạt động tại chỗ và bảo trì được tiếp nối cho đến ngày 24 tháng 7, 1972, khi nó đi vào Xưởng hải quân Long Beach cho một đợt đại tu kéo dài mất năm tháng. Nó rời xưởng tàu vào ngày 21 tháng 12 để hướng đến San Diego, nơi nó chuẩn bị cho một đợt huấn luyện ôn tập bắt đầu từ ngày 7 tháng 2, 1973. Sau bảy tuần lễ thực hành huấn luyện, nó hoàn tất hoạt động huấn luyện ôn tập và chuẩn nhận hỗ trợ hải pháo tại đảo San Clemente.
Vào ngày 7 tháng 2, 1973, đang khi ở lại cảng San Diego, Agerholm mắc phải một tai nạn hỏa hoạn tại phòng động cơ, khiến ba thủy thủ bị thương.
Cùng với tàu khu trục hộ tống Stein (DE-1065), Agerholm khởi hành vào ngày 26 tháng 4 để đi sang khu vực Tây Thái Bình Dương. Nó đi đến vùng biển Viật Nam tại Trạm Yankee vào ngày 28 tháng 5, và đã phục vụ canh phòng máy bay cho tàu sân bay Constellation (CVA-64). Sau đó nó được bảo trì cặp bên mạn tàu sửa chữa Ajax (AR-6) tại Sasebo, Nhật Bản trong hai tuần, bắt đầu từ ngày 8 tháng 6. Nó lại ra khơi sau khi hoàn tất việc sửa chữa để đảm nhiệm vai trò cột mốc radar canh phòng tại vịnh Bắc Bộ. Sau đó là hai tuần lễ phục vụ tại Trạm Yankee và hai tuần lễ tiếp theo thường trực tại trạm PIRAZ. Chiếc tàu khu trục rời khu vực vịnh Bắc Bộ vào ngày 30 tháng 8 để đi sang MacKay, Australia, nơi nó có một kỳ nghỉ phép.
Agerholm lên đường đi Auckland, New Zealand để cùng các tàu chiến khác tham gia Chiến dịch Longex 73, cuộc tập trận phối hợp giữa hạm tàu nổi, không quân và tàu ngầm. Từ ngày 25 tháng 9 đến ngày 3 tháng 10, nó thực hành chống tàu ngầm và phòng không, bao gồm những đợt tấn công ban đêm nhắm vào đội đặc nhiệm. Sau khi kết thúc tập trận, nó lên đường đi Sydney, Australia; Suva, Fiji; và Trân Châu Cảng, trong hành trình quay trở về nhà, về đến San Diego vào ngày 1 tháng 11.
Tại cảng nhà, Agerholm tiến hành những hoạt động thường lệ sửa chữa, bảo trì, nghỉ ngơi và huấn luyện. Nó lên đường vào ngày 25 tháng 2, 1974 để tham gia đợt thực hành sẵn sàng hoạt động tại khu vực Nam California. Đến ngày 17 tháng 9, nó rời cho lượt phục vụ tiếp theo tại khu vực Tây Thái Bình Dương, chủ yếu là ở lại khu vực căn cứ vịnh Subic. Chiếc tàu khu trục thực hành tác xạ, chống tàu ngầm, phòng không và cơ động cho đến ngày 13 tháng 12, khi nó lên đường đi Apra Harbor, Guam, nơi nó được sửa chữa cho đến hết năm 1974. Con tàu tiếp tục viếng thăm Hong Kong và Singapore, nhưng bất ngờ nhận mệnh lệnh vào ngày 8 tháng 2, 1975 để tham gia Chiến dịch Eagle Pull, hoạt động di tản Đại sứ quán Mỹ khỏi Phnôm Pênh, Campuchia, khi mà phe Khmer Đỏ sắp chiếm được toàn bộ đất nước này. Hoàn thành nhiệm vụ triệt thoái vào ngày 26 tháng 2, nó bắt đầu hành trình dài quay trở về nhà.
Về đến San Diego vào ngày 8 tháng 4, Agerholm trải qua thời gian còn lại của năm 1975 và năm 1976 cho các hoạt động tại chỗ và nhiệm vụ huấn luyện học viên sĩ quan dọc theo vùng bờ Tây. Nó được đại tu trong ụ tàu của hãng Todd Pacific Shipyards ở San Pedro từ tháng 5 đến tháng 7, 1977. Nó lại lên đường vào ngày 6 tháng 9, 1977 cho lượt biệt phái hoạt động sau cùng tại khu vực Tây Thái Bình Dương. Nó tiến hành huấn luyện hỗ trợ hải pháo, bắn tên lửa chống ngầm ASROC, và tham gia cuộc Tập trận Fortress Lightning, cuộc diễn tập đổ bộ quy mô toàn diện được tiến hành trên đảo Mindoro, Philippines. Con tàu cũng ghé thăm các cảng tại Suva, Fiji; Auckland, Whangārei và Nelson, New Zealand; Newcastle và Devonport, Australia trước khi về đến San Diego vào đầu năm 1978.

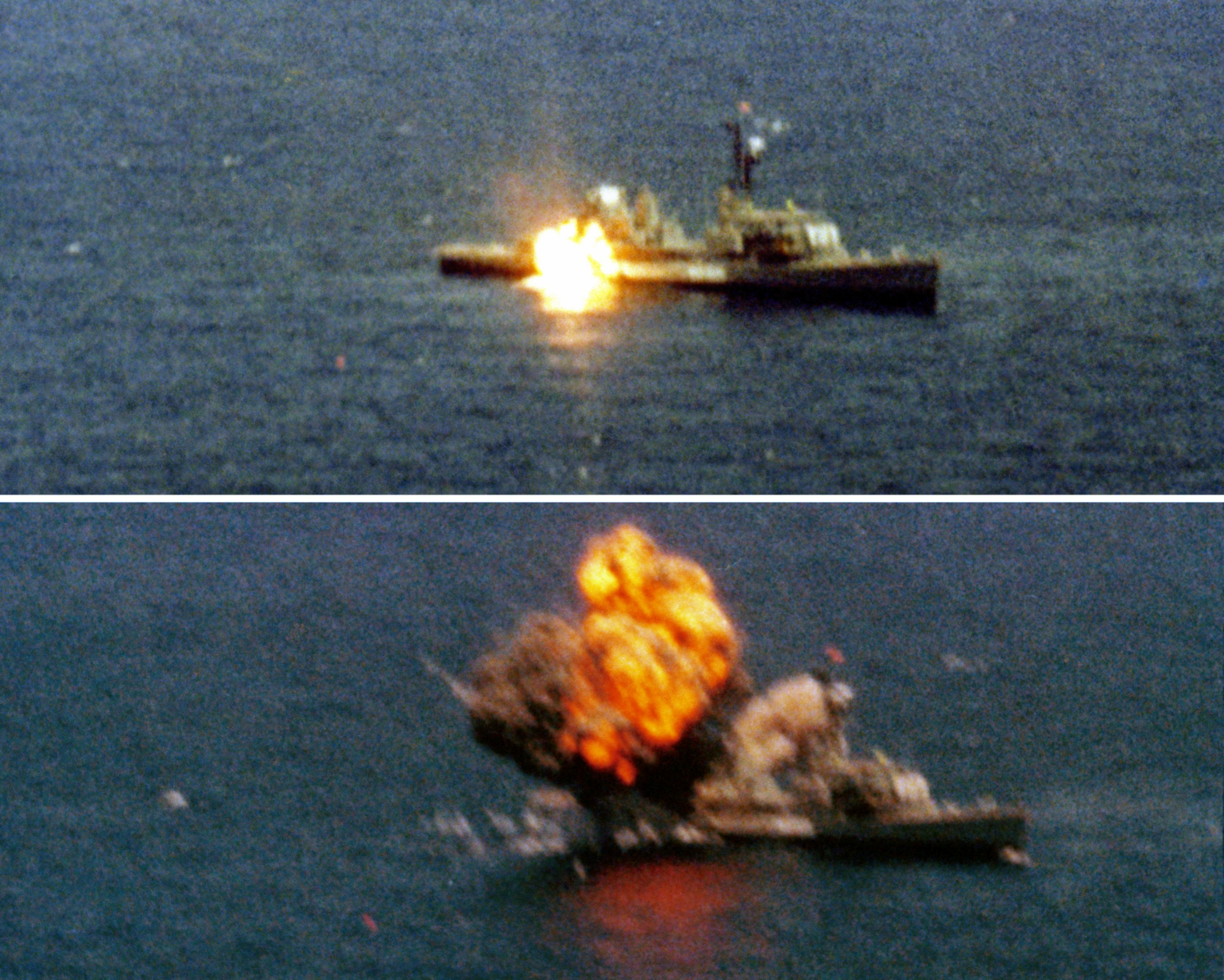
Agerholm bị đánh chìm bởi tên lửa hành trình UGM-109 phóng từ tàu ngầm, năm 1982.

Agerholm tiếp nối các hoạt động tại chỗ dọc theo vùng bờ Tây cho đến giữa năm 1978. Từ ngày 10 đến ngày 13 tháng 10, một đợt khảo sát và thanh tra đã xác định tình trạng vật chất của con tàu, và kết luận về tình trạng đã cũ và thiếu sót những tính năng hiện đại khiến không thể vận hành nó đạt hiệu quả kinh tế. Agerholm được cho xuất biên chế vào ngày 1 tháng 12, 1978, và tên nó cũng được cho rút khỏi danh sách Đăng bạ Hải quân cùng ngày hôm đó. Nó bị đánh chìm như một mục tiêu vào ngày 18 tháng 7, 1982, bởi một tên lửa hành trình UGM-109 phóng từ tàu ngầm tấn công Guitarro (SSN-665). Xác tàu đắm nằm ở độ sâu 400 sải (730 m), ở tọa độ khoảng 32°45′B 119°32′T / 32,75°B 119,533°T.

## Phần thưởng
Agerholm được tặng thưởng bốn Ngôi sao Chiến trận do thành tích phục vụ trong Chiến tranh Triều Tiên, và thêm tám Ngôi sao Chiến trận khác khi hoạt động trong Chiến tranh Việt Nam.